# Ira Cohen
Ira Cohen (New York, 1935. február 3. – 2011. április 25.) amerikai költő, fotóművész, filmrendező, elektronikus multimédia sámán, a színes görbetükör más néven torztükör (mylar) fotózás atyja.

## Életrajza
Siket szülőktől született 1935. február 3-án New Yorkban. Már egyéves korára megtanulta használni a jelnyelvet. 1961-ben, a Columbia egyetemet otthagyva egy jugoszláv teherhajón Marokkóba utazott. Tangerben alapító szerkesztője és kiadója volt a Gnaoua folyóiratnak. 1970-ben Nepálba utazott. Katmanduban a Starstreams Poetry Series alapító szerkesztője. Fotóművészként ellátogatott Etiópiába és Japánba, az utóbbi országban költőként is letette névjegyét. 1980-tól 1985-ig az Ins & Outs vendég szerkesztőjeként dolgozott Amszterdamban. 1980-ban visszaköltözött New Yorkba, ahonnan a világ minden tájára jár verseit felolvasni, filmjeit és fotóit bemutatni. Ginsberg vetélytársa.

## Publikációi
- Seven Marvels (Bardo Matrix, Katmandu, 1975)
- Poems from the Cosmic Crypt (Bardo Matrix and Kali Press, Katmandu, 1976)
- From the Divan of Petra Vogt (Cold Turkey Press, Rotterdam, 1976)
- Gilded Splinters (Bardo Matrix, Katmandu, 1977)
- The Stauffenberg Cycle and Other Poems (kétnyelvű, holland-angol, Uitgeverij 261, Amszterdam, 1981)
- The Hashish Cookbook (Panama Rose néven, 1966)
- Media Shamans Ratio 3 (közreműködik Gerard Malanga és Angus MacLise, Temple Press, London, 1991)
- On Feet of Gold (Sinergetic Press, London, 1986)
- Minbad Sinbad (Didier Devillez, Brüsszel, 1998)
- Wo das Herz ruht (Svájc 2001. fordította Florian Vetsch)
- Kaliban und Andere Gedichte (AltaQuito Press, Göttingen, 1999, fordította Florian Vetsch)
- Poems from the Akashic Record (Goody, New York, 2001)
- Chaos and Glory (Elik Press, Utah, 2004)

## Magyarul
- Bőségszaru; ford. Gyukics Gábor; I.A.T. K.–ÚMK, Bp., 2007

## Szerkesztő

### Folyóirat
Ins & Outs (Amszterdam), Third Rail (Los Angeles), Ignite (New York), Nexus (Dayton, Ohio), Xpress (Bohemia, New York), 15 Minutes (St. Louis, Missouri), Growing Hand (San Francisco), Playboy.
Könyv: Jack Smith: Historical Treasures for Hanuman Books, The Great Society Bobby Richkinnel, Shaman Warriors J. N. Reillyvel. 

### Kiadó
Gustav Meyrink Petroleum Petroleum (Akashic Bulletin #1, 1991)

### CD
Jilala (marokkói dervis zene), The Majoon Traveler (zene Dj Cheb i Sabbah’s, Ornette Coleman, Don Cherry és Angus Maclise, Sub Rosa, Belgium), Kaliban und Andere Gedichte (Altaquito Press, Göttingen), The London Reading, Celestial Grafity (The Ira Cohen Akashic Project), 

### Film
The Invasion of Thunderbolt Pagoda (Angus MacLise), Paradise Now (a Living Theatre legendás amerikai előadó körútjáról), King with Straw Mats (videodokumentum az indiai Khumb Mela fesztiválról, Mystic Fire Video, 1998)

### Fotópublikáció
The London Sunday Times, Avant Garde, LIFE Magazine, Facade (Párizs), Nexus, Nieuwe Revue (Amszterdam), Caliban, Ignite, River Styx és számtalan más folyóirat. 

### Kiállítás
Kathmandu Portfolio, The Bandaged Poet Series, Kings with Straw Mats, Dangerous Visions, Retrospectacle, About Faces, New York Slingshots, From The Mylar Chamber, Lessing Gallery (Man Rayjel, New York), Space Time Light (Jack Micheline-nel, New York), Wildfire Gallery (Amszterdam), Photo Boutique (New York), Fotók Dél-Ethiópiáról (Marrakesh 1987), ART (New York), October Gallery (London), Visionary Gallery (New York), Deer Gallery (New York), Susan Cooper Gallery (Woodstock, NY), TAM TAM Gallery (Prága), Caravan of Dreams (Ft. Worth, TX), Varia Theater (Brüsszel), Nul Gallery (Amszterdam), Merlin színház (Budapest), TB Institute (Tokio), Anya Gosseln Gallery (Dublin), Gallery of Photography (Dublin), Plateau (Akashic Weekend, Brüsszel), Cyntia Broan Gallery (New York), Whitney Biennálé (New York)

### Lemezborító
John McLaughlin Devotion and Spirit's The 12 Dreams of Dr. Sardonicus, Bill Laswell Blues in the East. A Reflection című fotó Jimi Hendrix The Ultimate Experience albumán, Pharoah Sanders Message From Home, Cresent Moon Blues 
1986-2005: Számtalan felolvasóest résztvevője Okinawától San Franciscóig, New Yorktól Budapestig, melyeken olyan zenészek működtek közre, mint Ornette Coleman, Don Cherry, Angus MacLise, Bill Laswell, Pharoah Sanders, John Zorn, Dj Cheb i Sabbah, Mark Deutsch, JD Parran és még sokan mások.
Ira Cohen versei magyarul a 2000, Árgus, Ártér, Balkon, Kalligram, Könyvhét, Látó, Nagyvilág, Parnasszus, Polisz, Szegedi Egyetem, Új Holnap folyóiratokban, a Félmeztelen múzsa (Magyar Könyvklub, 2000) és az Átkelés (Nyitott Könyvműhely, 2007) című, kortárs amerikai versantológiában jelentek meg Gyukics Gábor fordításában.
- “Ira Cohen Allen Ginsberg gólyalábon” –
Jack Micheline
- “Ira Cohen Tanger varázslója és Katmandu bölcse” –
William Burroughs
- “A müezzin világában élő ember” –
Jorge Luis Borges
- “ Ira Cohen egy igazi nehézsúlyú” –
Paul Bowles
- “Verseidet olvasni olyan, mint nyers idegszálakat szívni” –
Henry Michaux
- “Ira Cohen egy gazdagon szőtt, rejtelmesen hímzett kárpit; nagy, nagy, nagyon nagy! ” –
Deborah Harry alias Blondie
- “Képeidet nézni olyan, mint lepkeszárnyakon nézni át.” –
Jimi Hendrix
- “Ezek a fotók gyémántok, és a Tiffanyban kellene kiállítani őket” –
Timothy Baum